# Теплица (роман)
«Теплица» (англ. Glasshouse) — роман Чарльза Стросса, одно из наиболее заметных произведений в жанре «посткиберпанк», удостоенное премии Prometheus Award за 2007 год. Это свободное продолжение романа «Accelerando». Книга написана за три недели весной 2003 года, но опубликована только в 2006 году.

## Сюжет
В 2VII веке, человечество, после наступления технологической сингулярности, живёт в разбросанных по вселенной в искусственных средах обитания, соединённых друг с другом рукотворными кротовыми норами.
Главный герой приходит в себя в реабилитационном центре, после частичного стирания памяти, подозревая что совершил это стирание недобровольно. Впоследствии герой выясняет, что за ним охотятся убийцы и с целью обеспечения собственной безопасности он соглашается на участие в эксперименте по моделированию общества поздних «тёмных веков», так называется период до наступления технологической сингулярности, которое произошло во второй половине XXI века.

## Премии и номинации
Роман получил премию «Prometheus Award» в 2007 году. В том же году роман выдвигался на премию Хьюго и премию Джона Кэмпбелла.